# Tornei di tennis femminili nel 1902
Prima della nascita del WTA Tour, ossia l'apertura alle tenniste professioniste dei tornei che prima di quell'anno erano riservati alle tenniste dilettanti, tutti gli eventi più importanti erano amatoriali, tra questi c'erano i tornei del Grande Slam: il Campionato francese di tennis, il Torneo di Wimbledon e gli U.S. National Championships.

## Gennaio
Nessun evento

## Febbraio
Nessun evento

## Marzo
Nessun evento

## Aprile
Nessun evento

## Maggio
Nessun evento

## Giugno
| Settimana | Torneo                                                              | Vincitore                                                     | Finalista                     | Semifinalisti | Eliminati ai quarti |
| --------- | ------------------------------------------------------------------- | ------------------------------------------------------------- | ----------------------------- | ------------- | ------------------- |
| 14 giugno | Kent Championships 1902 Beckenham, Gran Bretagna Singolare - Doppio | Dorothea Douglass 7-5 6-4                                     | Hilda Lane                    |               |                     |
| 14 giugno | Kent Championships 1902 Beckenham, Gran Bretagna Singolare - Doppio |                                                               |                               |               |                     |
| 14 giugno | Kent Championships 1902 Beckenham, Gran Bretagna Singolare - Doppio | Doppio misto: Connie Wilson Herbert Roper Barrett 5-7 6-3 6-3 | Edith Bromfield Harold Mahony |               |                     |
| 26 giugno | Campionato francese di tennis 1902 Parigi, Francia Singolare        | Adine Masson 6–0, 6–1                                         | Suzanne Girod                 |               |                     |
| 26 giugno | Campionato francese di tennis 1902 Parigi, Francia Singolare        |                                                               |                               |               |                     |
| 26 giugno | Campionato francese di tennis 1902 Parigi, Francia Singolare        | Doppio misto: Hélène Prévost R. Forbes                        | Adine Masson W. Masson        |               |                     |
| 29 giugno | U.S. National Championships 1902 Filadelfia, USA Singolare - Doppio | Marion Jones 6-1, 1-0 ritiro                                  | Elisabeth Moore               |               |                     |
| 29 giugno | U.S. National Championships 1902 Filadelfia, USA Singolare - Doppio | Juliette Atkinson Marion Jones 6-2, 7-5                       | Maud Banks Winona Closterman  |               |                     |

## Luglio
| Settimana | Torneo                                                   | Vincitore            | Finalista        | Semifinalisti | Eliminati ai quarti |
| --------- | -------------------------------------------------------- | -------------------- | ---------------- | ------------- | ------------------- |
| 2 luglio  | Torneo di Wimbledon 1902 Londra, Gran Bretagna Singolare | Muriel Robb 7-5, 6-1 | Charlotte Cooper |               |                     |

## Agosto
Nessun evento

## Settembre
Nessun evento

## Ottobre
Nessun evento

## Novembre
Nessun evento

## Dicembre
| Settimana   | Torneo                                                                  | Vincitore                                         | Finalista                | Semifinalisti | Eliminati ai quarti |
| ----------- | ----------------------------------------------------------------------- | ------------------------------------------------- | ------------------------ | ------------- | ------------------- |
| 27 dicembre | New Zealand Championships 1902 Nelson, Nuova Zelanda Singolare - Doppio | Kathleen Mary Nunneley 6-3 6-1                    | Miss Gore                |               |                     |
| 27 dicembre | New Zealand Championships 1902 Nelson, Nuova Zelanda Singolare - Doppio | Kate Nunneley Miss Gorrie 6-8 6-3 6-3             | P. Gorrie Miss Langridge |               |                     |
| 27 dicembre | New Zealand Championships 1902 Nelson, Nuova Zelanda Singolare - Doppio | Doppio misto: Harold Parker Kate Nunneley 6-1 6-0 | F. Laishley M. Kennedy   |               |                     |